# StarCraft II: Wings of Liberty
StarCraft II: Wings of Liberty je vojaška znanstvenofantastična realnočasovna strateška video igra (RTS). Razvil jo je Blizzard Entertainment, za MS Windows in Mac OS X. Izdana je bila 27. julija 2010. Igra je trilogija, s tem da je Wings of Liberty osnovna igra, napovedana pa sta dva prihajajoča dodatka Heart of the swarm in Legacy of the void.
Igra je dobila pozitivne ocene kritikov, večinoma zaradi hitrega igranja in dobre uravnoteženosti, hkrati pa je zelo tekmovalno usmerjena. Dobila je tudi negativne kritike na račun manjkajočih funkcij, kot so igranje prek LAN. V igri nastopajo tri rase iz izvirnika: Terran, Protoss in Zerg..

## Sistemske zahteve
- 2.6 GHz processor or podoben
- 1 GB RAM za XP, 1.5 GB za Visto in MS Windows 7;
- 2 GB RAM za Mac OS X
- 128 MB video kartica (Minimum)
- 512 MB video kartica (Priporočeno)
- DirectX version 9.0c ali boljše
- 12 GB prostora na trdem disku
- Povezava z internetom

## Zgodba
Zgodba se prične štiri leta po koncu prejšnje igre, Starcraft:Brood War. Dominion je ponovno dominantna Terran frakcija v Koprulu sektorju in iz novic izvemo da uporabljajo triljone vojaških sil za iskanje upornikov ki delujejo proti njim. Zaradi neznanih razlogov je Kerrigan zbrala Swarm na planetu Char in izginila. Jim Raynor je ustvaril revolucijsko skupino imenovano Raynor's Raiders, da bi lahko odstavili dominion vodjo, cesarja Arcturus Mengsk-a.Na planetu Mar Sara, Raynor sreča starega prijatelja, Tychus Findlay-a. Skupaj osvodobijo lokalno prebivalstvo in odkrijejo komponento skrivnostnega Xel'Naga artifakta. Ko začnejo zerg sile postajati preveč številne za obrambo, Raynor organizira evakuacijo na njegovo bojno križarko, Hyperion katerega kapitan je Matt Horner.
Raider-ji nato začnejo izpolnjevati serijo misij, da bi našli preostale delčke Xel'Naga artifakta, ki ga prodajo Moebius Foundation-u da financira njihovo revolucijo. Po poti srečajo Gabriel Tosh-a, ki je Dominion-ov psihični morilec, ali spectre in Ariel Hanson ki je raziskovalka Zerg tehnologije, hkrati pa vodja male kolonije. Raiderji nato izvedejo misije da lahko Tosh procesira materiale za trening novih spectre agentov. Pomagajo tudi Hanson-ovi da reši koloniste ki so ujeti med Zerg in Protoss napadi. Horner tudi poskrbi za serijo misij s katerimi spodkopavajo Mengsk-ovo oblast, na katerih poiščejo dokaze o njegovih kriminalnih dejanjih in jih oddajajo živo po njihovih televizijskih kanalih. Na koncu se Zeratul prikrade na ladjo Hyperion, da prinese kristal s psihičnimi močmi ki omogočijo Raynor-ju da si deli vizijo glede napovedi o prihodnosti Zerg in Protoss ras in skrivnostnih hibridov teh dveh. Spoznanje teh je da ima samo Kerrigan moč da prepreči izumrtje vsega življenja v sektorju in vesolju.
Po tem ko najde vse delčke se Raynor-jeva bojna križarka spopade z Dominion-ovimi bojnimi ladjami na Mobious Foundaion randevu točki. Odkrije da je Mobious Foundaion pod kontrolo Valerian Mengsk-a, Arcturus-evega sina. Valerian, ki se želi dokazati kot naslednjik očeta, prosi Raynor-ja za pomoč za napad na planet Char. Cilj tega je uporaba artifakta da povrne Kerrigan nazaj v človeka in tako oslabiti moč Zerg-ov. Raynor se strinja z napadom kljub začenim težavam s posadko. S Valerian-ovo pomočjo nato najde zadnji del artifakta in nato skupaj napadejo Char. Ob pristanku na planet naletijo na močan odpor od Zerg začnih sil in Dominion flota je močno poškodovana ampak kljub temu uspe Raynor-ju s pomočjo preživelih rešiti preostale sile Domioniona ki jih vodi Horace Warfield. Warfield je poškodovan in preda vodstvo napada Raynorju. Skupne sile se nato priblizajo glavni skupini panjev(ang. Hive) in nato ščitijo artifakt medtem ko se polni.Ta nato uniči vse Zerg sile v bližini. Raynor-jeva ekipa najde Karrigan povrnjeno v človeško obliko. Vendar je težava; Tychus pove da se je v zameno za svobodo, z Arcturus Mengsk-om dogovoril da mora ubiti Kerrigan. Raynor obrani Kerrigan pred Tychus-ovim strleom in ga nato ubije. Zadnja scena pokaže kako Raynor odnese Kerrigan čez Char..

## Način igre

### Enoigralski
Igralec v vlogi Jim Raynor-ja izpolnjuje misije v poljubnem vrstnem redu da pridobi denar, za nakpuvanje dodatnih izboljšav in enot. To počne iz bojne križarke Hyperion, kjer lahko izvaja interakcijo nad elementi v njem.V igri je 29 misij, ki jih je možno odigrati . V tem načinu je tudi možno igrati z enotami, ki drugače niso dostopne v večigralskem načinu. Možno je tudi igrati proti računalniškemu nasprotniku z enakimi pravili kot pri večigralskem načinu.

### Večigralski
V tem načinu igralec zmaga, če uniči vse nasprotnikove zgradbe ali se ta preda.
Nov battle.net vsebuje način razvršanja po rangu in automatiziran sistem iskanja nasprotnika. 
Starcraft 2 nima podpore za LAN.

##### Xel'naga stopli
So nevtralne zgrabe na bojišču, ki se začasno aktivirajo ko se ga enota dotakne. Ta nato igralcu, kateremu enota pripada prikaže bojišče okoli tega.

##### Uničljive skale
Te skale so pozicionirane po ključnih delih bojišča in jih je možno uničiti. Lahko blokirajo nadaljnje baze, ali onemogočijo dostop do nekaterih delov bojišča.

##### Rumeni minerali (ang. High-yield minerals)
Ti so vredni dva-krat toliko kot navadni, za vsak košek ki ga prinese delavec.

#### Lige
| Naziv tipa   | Opis |
| ------------ | --- |
| Grand Master | Najboljših 200 igralcev                                                                                       |
| Master       | V tej ligi je 2 % najboljših igralcev iz lige Diamond.                                                        |
| Diamond      | Standardna liga                                                                                               |
| Platinum     | Standardna liga                                                                                               |
| Gold         | Standardna liga                                                                                               |
| Silver       | Standardna liga                                                                                               |
| Bronze       | Standardna liga                                                                                               |
| Practice     | Vsebuje posebne mape, ki preprečujejo hitre napade. Ko igralec enkrat zapusti to ligo, se ne more več vrniti. |

Na battlenetu obstajajo razne lige v katere so razvrščeni igralci. Ustvarjene so z namenom da bi lahko bila igra dostopna čim širši publiki, od začetnikov do poznavalcev igre.
Nov igralec mora najprej odigrati 5 kvalifacijskih iger preden mu je določena liga in divizija. Po neznanem času, bo znanje njegovo ponovno preverjeno.
Igralci pridobivajo točke s premagovanjem nasprotnikov. Igralec pridobi več točk za premagovanje boljših nasprotnikov in manj za slabše. Ko igralec pridobi točke, se mu poveča rang in lahko menja ligo. V nasprotnem primeru lahko tudi izgubi rang in pade v nižjo ligo.
Sistem bo tudi včasih izbral nasprotnike iz višje lige, da preveri znanje igralca.
Vsaka liga je ločena na divizije, na približno 100 igralcev z zelo podobnim znanjem.

## Urejevalnik(ang. Editor)
Je urejevalnik za kampanjo, mape in modifikacije.Njegova moč je bila prvič demonstrirana na BlizzCon 2009. Prikazni so bili spremenjen uporabniški vmesnik, sistem predmetov in interakcije s karakterji v igri. Prikazana je bila modifikacija, ki deluje kot tretjeosebna strelska igra. .Trenutno obstajajo velike skupine izdelovalcev map, ki ustvarjajo popularne tipe modifikiacij.

## Tekmovanja
Kot njegov prednik, je StarCraft II postal uspešen e-sport z mnogimi ligami, katerih skupne nagrade so vredne do $170,000. Od njegove izdaje, je bilo več turnirjev z igralci vsega sveta. Ti so GomTV SC2 Global League, TeamLiquid StarCraft League, Major League Gaming, ESL   in prihajajoči North American Star League  . StarCraft II je tudi postal središče LAN-ov po svetu kot so Assembly in Dreamhack.
Trenutno največji profesionalni turnir je GSL (GomTV Star League), ki se izvaja mesečno v Južni Koreji. Turnir ima nagrade ki so skupaj vredne preko $100,000.